# Cassville (Pensilvania)
Cassville es un borough ubicado en el condado de Huntingdon en el estado estadounidense de Pensilvania. En el año 2000 tenía una población de 152 habitantes y una densidad poblacional de 103 personas por km².

## Geografía
Cassville se encuentra ubicado en las coordenadas 40°17′35″N 78°01′40″O / 40.29306, -78.02778.

## Demografía
Según la Oficina del Censo en 2000 los ingresos medios por hogar en la localidad eran de $30,625 y los ingresos medios por familia eran $33,500. Los hombres tenían unos ingresos medios de $29,375 frente a los $18,333 para las mujeres. La renta per cápita para la localidad era de $13,628. Alrededor del 9.9% de la población estaba por debajo del umbral de pobreza.